# Trisepalum speciosum
Trisepalum speciosum là một loài thực vật có hoa trong họ Tai voi. Loài này được (Ridl.) B.L. Burtt miêu tả khoa học đầu tiên năm 1984.